# Edward Jarczyński
Edward Jarczyński, né le 29 décembre 1919 et mort le 27 mai 1989, à Poznań, en Pologne, est un ancien joueur de basket-ball polonais.